# Keystone Heights
Keystone Heights es una ciudad ubicada en el condado de Clay en el estado estadounidense de Florida. En el Censo de 2010 tenía una población de 1.350 habitantes y una densidad poblacional de 467,9 personas por km².

## Geografía
Keystone Heights se encuentra ubicada en las coordenadas 29°46′50″N 82°1′59″O / 29.78056, -82.03306. Según la Oficina del Censo de los Estados Unidos, Keystone Heights tiene una superficie total de 2.89 km², de la cual 2.85 km² corresponden a tierra firme y (1.17%) 0.03 km² es agua.

## Demografía
Según el censo de 2010, había 1.350 personas residiendo en Keystone Heights. La densidad de población era de 467,9 hab./km². De los 1.350 habitantes, Keystone Heights estaba compuesto por el 95.41% blancos, el 0.44% eran afroamericanos, el 0.74% eran amerindios, el 1.04% eran asiáticos, el 0% eran isleños del Pacífico, el 0.3% eran de otras razas y el 2.07% pertenecían a dos o más razas. Del total de la población el 3.04% eran hispanos o latinos de cualquier raza.